# Cratere Lamé
Lamé è un cratere lunare di 84,28 km situato nella parte sud-orientale della faccia visibile della Luna.
Il cratere è dedicato al matematico francese Gabriel Lamé.

## Crateri correlati
Alcuni crateri minori situati in prossimità di Lamé sono convenzionalmente identificati, sulle mappe lunari, attraverso una lettera associata al nome.
| Lamé | Coordinate            | Diametro (in km) |
| ---- | --------------------- | ---------------- |
| E    | 13°58′48″S 66°43′12″E | 12,19            |
| F    | 13°51′36″S 66°28′12″E | 10,43            |
| G    | 15°25′48″S 65°28′48″E | 25,52            |
| H    | 15°54′36″S 68°19′12″E | 11               |
| J    | 14°22′48″S 65°46′12″E | 18,55            |
| K    | 13°21′00″S 64°08′24″E | 9,61             |
| L    | 14°24′36″S 68°40′48″E | 7                |
| M    | 15°50′24″S 66°33′36″E | 14,15            |
| N    | 12°53′24″S 67°07′48″E | 9,83             |
| T    | 12°28′48″S 66°33′00″E | 12,36            |
| W    | 13°05′24″S 65°54′00″E | 7,16             |
| Z    | 15°53′24″S 65°47′24″E | 19,82            |